# Englerophytum mayumbense
Englerophytum mayumbense är en tvåhjärtbladig växtart som först beskrevs av S. Greves, och fick sitt nu gällande namn av Ined. Englerophytum mayumbense ingår i släktet Englerophytum och familjen Sapotaceae. Inga underarter finns listade i Catalogue of Life.